# Pedro Ibarra Ruiz
Pedro Ibarra Ruiz (Elche, 10 de abril de 1858 - Elche, 8 de enero de 1934) fue un arqueólogo, investigador, escritor, y pintor español.

## Biografía
Nació el 10 de abril de 1858 en Elche. Sus primeros estudios los realizó en Elche para después cursar estudios superiores en la Real Academia de Bellas Artes de San Carlos de Valencia y en la Facultad de Bellas Artes de la Universidad de Barcelona. Junto con Aureliano Ibarra y Manzoni, su hermano por parte de padre, fueron dos personas de gran importancia para la ciudad de Elche. En su época fueron impulsores y grandes defensores de la cultura local.
Ambos tuvieron grandes oportunidades laborales en otros lugares de España pero se quedaron por amor a la tierra de su infancia. Gracias a su trabajo hicieron posible que el archivo municipal sea uno de los más importantes de la Comunidad Valenciana.
Pedro Ibarra pasó tres años formándose en la Escuela Diplomática de Madrid. Su trabajo es importante, por continuar la tarea inacabada de su difunto hermano. Este trabajo estuvo dedicado principalmente al estudio de la historia local. 
A principios de siglo XIX, el Ayuntamiento de Elche vendió (a peso de papel) una parte muy importante de su archivo municipal para pagar unas obras. Pedro Ibarra sacrificó su dinero y consiguió recuperar los papeles que pudo. Cuando murió, su viuda donó estos documentos al consistorio, que ahora dispone de un gran archivo gracias a su esfuerzo. 
Su hermano Aureliano fue investigador, historiador y arqueólogo, a pesar de que su vida profesional comenzó encaminada a la carrera política. Como político llegó a ser importante en la provincia de Alicante. Al tiempo se desengañó y comenzó a dedicarse a estudiar la historia. Su principal investigación se recoge en un libro titulado Illice, su situación y antigüedades. En él se recoge la prueba de que la Colonia Iulia Illici Augusta romana se encontraba en la zona de La Alcudia, y no en Alicante como pensaban algunos historiadores de su época. 
Aureliano quería redactar toda la historia de la ciudad desde la Edad Media, pero murió cuando el trabajo todavía estaba inacabado. Su hermano continuó su labor, a pesar de que nunca llegara a publicarla. Pedro Ibarra dedicó su vida a dar trasfondo social a la cultura, e intentó hacer una sociedad más culta (menos materialista) y más humana.
Los dos hermanos estuvieron muy ligados al Misterio de Elche y fueron los que comenzaron a darle importancia y a difundirlo fuera de la ciudad. Investigaron el origen y particularidades de La Festa. También cuidaron su identidad e invitaron a grandes personalidades a visitarla, trabajando en favor de su conservación y la transmisión a generaciones posteriores. El trabajo de Pedro fue muy importante en este sentido, ya que jugó un papel primordial en el nombramiento de la fiesta como Monumento Nacional. 
El 8 de agosto de 1897, Pedro Ibarra, es uno de los primeros en difundir el hallazgo de la Dama de Elche (tanto a nivel nacional como internacional). Como resultado, el periódico La Correspondencia Alicantina fue uno de los primeros medios en hacer pública la noticia.